# Ольховский (Куйбышевский район)
Ольхо́вский — хутор в Куйбышевском районе Ростовской области. 
Входит в состав Куйбышевского сельского поселения. 

## География
Расположен на реке Ольховчик.

## Население
| 2010 |
| ---- |
| 251  |

## Улицы
| - ул. Горная, - ул. Мира, - ул. Молодёжная, - пер. Рабочий, | - ул. Степная, - ул. Центральная, - пер. Широкий. |